# 指甲彩繪

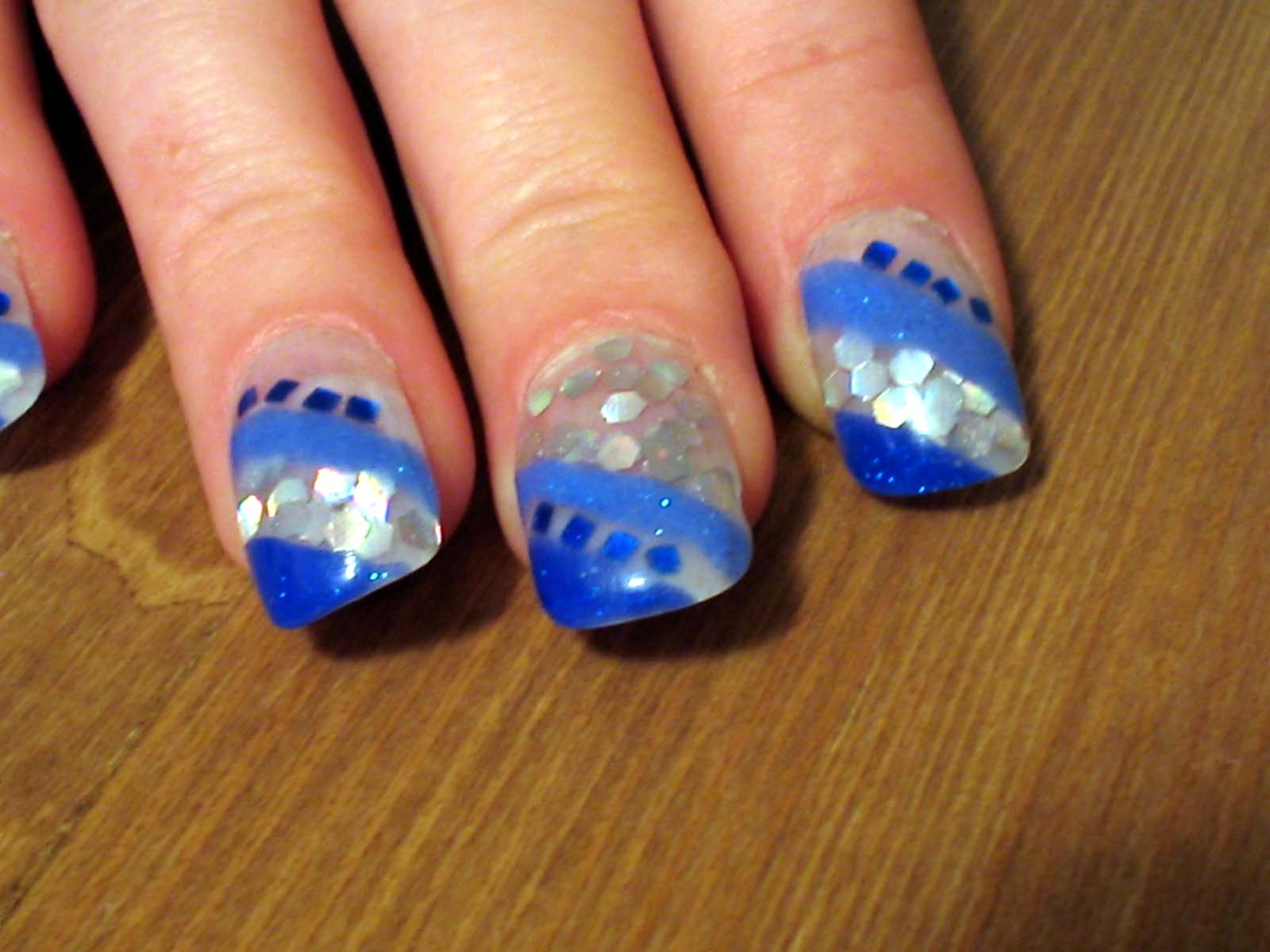
指甲彩繪

指甲彩繪（ネイルアート）又稱美甲，是指以指甲油或其他顏料在指甲繪上圖案，或加上其他材質如珠子、閃石等來裝飾指甲。

## 由來
西元前時期，在埃及及中國的唐朝即開始出現為指甲上色的風潮。埃及是由埃及豔開始，她將指甲以指甲花染上了金色，作為通往西方極樂世界之用；而唐朝是以鳳仙花來浸染指甲，用意是來顯示身分尊貴；而於二十世紀末，由日本的澁谷教主濱崎步帶領出指甲彩繪的風潮，一直持續至今日。

## 指甲面必備材料
- 護甲油：護甲油使用在指甲油之前，用途是填補指甲面的凹凸不平，強化指甲硬度，有保護甲床及防止指甲發生斷裂的情況。
- 指甲油：在彩繪時使用，有多樣色彩，並更凸顯圖案。
- 亮甲油：彩繪完成後最後一個步驟，不只具有增加亮光的效果，還能保護指甲油不易脫落，也可以透明指甲油代替。

## 彩繪工具
- 點棒：用以彩繪細小圖案或較精細的圖型；而在要黏貼水鑽或亮片時，以點棒沾取也會更容易取出固定。
- 彩繪筆：刷頭非常纖細，很容易上手使用，使用後用去光水清洗乾淨即可。
- 點綴品：亮粉、轉印貼紙、水鑽、亮片等，使指甲更繽紛。

## 指甲彩繪的類別
- 魔幻彩繪：以多種顏色的指甲油，使用點、勾、畫等技巧繪出各種圖案，再以其他飾品點綴，構圖相當豐富。
- 浮雕、内雕指甲：以水晶粉、樹脂等材質製成指甲上，制作出有凹凸、立體感效果的指甲。
- 水晶、裝飾品：在指甲上以小珠子、水晶及其他現成的飾品排列出不同圖案效果，或為其他創作手法做點綴。
- 手工彩繪：有具體的圖案，生動細膩。
- 立體雕塑指甲：作品完全立體，具有三维效果。
- 創意指甲：新奇、大膽的創作，構圖具有一定美感，可選用任何專業以外的材質。
- 3D浮雕、3D快速手繪。

亦有新興的美甲款式是建基於彩繪、浮雕、水晶以上而創作出來的，如於2018年外國時裝展中出現的orbit nails、把古董玫瑰花、寶石等貼在指甲上的Over The Top及利用金屬色和水晶裝飾的Metallic。